# 大財
大財（おおたから）は、佐賀県佐賀市の地名・地域。大財（おおたから）及び大財北町（おおたからきたまち）からなる。郵便番号は大財が840-0811、大財北町が840-0802。

## 地理
大財は佐賀市中央部の地名。佐賀市を東西に流れる人工河川で、かつて佐賀城の外堀の機能を果たしていた十間掘川の北に位置する。佐賀平野の中央部に当たりクリークが多い。域内の中央やや西よりに大財通りの愛称もある佐賀県道30号佐賀川副線が南北に走っており、県道の西側に南から1丁目、3丁目、東側に南から2丁目、4丁目、5丁目が並ぶ。また東部にはかつては国鉄佐賀線が南北に走っており、佐賀線の東側が6丁目となっている。5丁目と6丁目の北側に佐賀県道294号薬師丸佐賀停車場線が東西に走り、更に北側が大財北町となる。北から時計回りに駅前中央、兵庫北、兵庫南、東佐賀町、高木町、呉服元町、白山、 
唐人、愛敬町、栄町に接する。
県道沿いに商店など商業施設が並ぶ他は住宅地が多いが、1丁目は北側に接する愛敬町と一体化し佐賀市最大の歓楽街となっているため飲食店が多い。また、三丁目は佐賀市役所のある栄町と接しており、佐賀市役所大財別館が最北部にある。大財北町は理研農産化工、戸上電機製作所の本社・工場があり地域の大半を占める。
面積は約0.87km2。平成30年住民基本台帳による世帯数及び男女別人口は以下の通り。
|            | 世帯数  | 人口数 | 人口数 | 人口数 |
| 総人口     | 世帯数  | 男人口 | 女人口 |        |
| 大財一丁目 | 209世帯 | 357人  | 167人  | 190人  |
| 大財二丁目 | 431世帯 | 807人  | 370人  | 437人  |
| 大財三丁目 | 333世帯 | 613人  | 301人  | 312人  |
| 大財四丁目 | 288世帯 | 532人  | 245人  | 287人  |
| 大財五丁目 | 249世帯 | 557人  | 258人  | 299人  |
| 大財六丁目 | 506世帯 | 1118人 | 513人  | 605人  |
| 大財北町   | 165世帯 | 328人  | 165人  | 168人  |

## 歴史
室町期から大財村の名が見え応永4年（1397年）の「加賀守進打渡状」が初見。更に前の嘉禄2年（1226年）「佐嘉御領内小地頭等申状案」には大財五郎宗光なる名も現れている。江戸期は佐賀郡の佐賀本藩領に大財村があり、石高は500～650石となっている。
明治22年、町村制施行により神野村の大字となり、大正11年に神野村が佐賀市と合併し佐賀市大財町となる。昭和42年までに大財町、神野町、巨勢町牛島、兵庫町淵、兵庫町藤木の一部が大財、大財北町、呉服元町、白山、駅前中央などに分かれ現在に至っている。

### 大財聖堂
佐賀藩は藩士の教育施設として、2代藩主鍋島光茂が元禄4年（1691）に二の丸聖堂を創立した（3代藩主鍋島綱茂が元禄10年に聖堂を鬼丸町に移転して名称も鬼丸聖堂と変更）。これに対し町民も学べる施設として、御用商人であり儒学者であった武富市郎左衛門（咸亮または廉斎）が元禄7年(1694)に民間向けの大財聖堂を建設した。これに対し、三代藩主鍋島綱茂は孔子像を、支藩蓮池二代藩主鍋島直之は顔子像を、久保田邑主村田政盛は曽子像を寄贈した。現在大財聖堂址周辺は住宅地となっており、またその場を示していたた「大宝聖林碑」も昭和28年ごろに多久市の西渓公園に移されたため正確な場所は不明となっているが、1丁目に「大財聖堂址」の石碑があり、その近くには「れんさい橋」が残っている。

### 寺社
- 清心院 - 元は龍造寺胤家の居館で、その子で僧となった斎亮が寺として開山した。西の天佑寺と共に佐賀城鬼門守護の道場となった。また出城的性格も持ち、現在も三方を水路に囲まれている他、元文5年（1740年）の佐賀城廻之絵図には境内の北東部に櫓台が見える。鎌倉時代末期の制作と推定される本尊の不動明王立像は佐賀市の重要文化財となっている[2]。
- 仏心寺 - 元禄5年(1692)創建の黄檗宗寺院。享保の大飢饉に際し5代藩主鍋島宗茂が餓死者供養のため「施餓鬼会」を実施。また6代藩主鍋島宗教が犠牲者供養のため「本州庶民餓死者累葬之墓」と刻した石塔を建立した。

## 交通

### バス
大財通り（県道30号）に戸上電機前、大財町の両バス停、県道と大財三丁目交差点で交差する市道に大財五丁目、大財六丁目の両バス停、県道と大財橋北交差点で分岐する市道に副島病院前のバス停それぞれが所在し、佐賀市でバスを運行する4社（佐賀市交通局、昭和バス、祐徳バス、西鉄バス）全てが路線を持つ。
- 佐賀市営バス
  - 11系統 佐賀大学・西与賀線（佐賀駅バスセンター - 戸上電機前 - 大財町 - 呉服元町 - 片田江 - 辻の堂 - 佐賀大学前 - ブルースタジアム前 - くぼた特産物直売所前）
  - 12系統 佐賀大学・東与賀線（佐賀駅バスセンター - 戸上電機前 - 大財町 - 呉服元町 - 片田江 - 辻の堂 - 佐賀大学前 - 本庄小学校前 - 東与賀支所前 - 大野）
  - 28系統 今宿・道崎線（佐賀駅バスセンター - 戸上電機前 - 大財町 - 副島病院前 - エスプラッツ前 - 中の小路 - 佐嘉神社前 - 片田江 - 東佐賀 - 今宿町 - 道崎）
  - 56系統 兵庫・久保泉工業団地線（県庁前 - 佐賀駅バスセンター - 戸上電機前 - 大財五丁目 - 大財六丁目 - 佐賀中部病院西 - 兵庫小学校西 - うえむら病院前 - 徳永 - 久保泉工業団地）
  - 60系統 伊賀屋・清友病院線（県庁前 - 佐賀駅バスセンター - 戸上電機前 - 大財五丁目 - 大財六丁目 - 佐賀中部病院前 - 修理田 - 伊賀屋 - 川久保 - 清友病院前）
- 西鉄バス久留米
  - 1系統 柳川線（佐賀第二合同庁舎 - 佐賀駅バスセンター - 戸上電機前 - 大財町 - 呉服元町 - 片田江 - 大崎 - 諸冨橋 - 大川橋 - 西鉄柳川）
- 西鉄バス佐賀
  - 40系統 神埼線（佐賀第二合同庁舎 - 佐賀駅バスセンター - 戸上電機前 - 大財町 - 呉服元町 - 片田江 - 東佐賀 - 神埼駅通り - 目達原 - 久留米駅 - 西鉄久留米 - 信愛学院）
  - 45系統 江見線（佐賀第二合同庁舎 - 佐賀駅バスセンター - 戸上電機前 - 大財町 - 呉服元町 - 片田江 - 寄人橋 - 江見 - 西鉄久留米 - 信愛学院）
- 昭和バス
  - 唐津・佐賀線（佐賀駅バスセンター - 戸上電機前 - 大財町 - 呉服元町 - 片田江 - 医療センター好生館 - 小城 - 多久 - 相知 - 唐津大手口バスセンター）
  - 古湯線（辻の堂 - 片田江 - 呉服元町 - 大財町 - 戸上電機前 - 佐賀駅バスセンター - 市文化会館前 - 尼寺 - 古湯温泉 - 富士支所前）
- 祐徳バス
  - 佐賀-鹿島線（佐賀駅バスセンター - 戸上電機前 - 大財町 - 呉服元町 - 片田江 - 辻の堂 - 医療センター好生館 - 徳万 - 牛津駅前 - 鹿島バスセンター）
  - 佐賀-武雄線（佐賀駅バスセンター - 戸上電機前 - 大財町 - 呉服元町 - 片田江 - 辻の堂 - 医療センター好生館 - 徳万 - 牛津駅前 - 武雄温泉駅前）
  - モラージュ佐賀線（佐賀駅バスセンター - 戸上電機前 - 大財町 - 呉服元町 - 片田江 - 東佐賀 - モラージュ佐賀）

### 道路
- 佐賀県道30号佐賀川副線
- 佐賀県道294号薬師丸佐賀停車場線
- 愛敬通り
- 願正寺通り
- かささぎ通り

### 鉄道
かつて存在した国鉄佐賀線も含め、大財地区に鉄道駅はない。最寄り駅は佐賀駅。

## その他施設

### 商工業施設
- 佐賀牛レストラン季楽本店 - JAグループさが直営による佐賀牛料理専門店。
- JA産直街かど畑 - JAグループさが直営による農産物直売所
- 佐賀日産自動車株式会社 - 本社と佐賀店を大財に置く日産自動車の販売会社。祐徳バスを中心とする祐徳グループの一角。
- 戸上デンソー、戸上電機ソフト、三協製作所 - 戸上電機のグループ企業。
- 佐賀銀行事務センター
- マルキョウ大財店
- ドラッグイレブン大財店 - テナントとしてキャンドゥ佐賀大財店が入居
- あんくるふじや佐賀東部店
- ミズ・溝上薬局大財店

### 金融施設
- 佐賀銀行呉服町支店 - 旧呉服町支店の老朽化により移転したが名称はそのままになっている。
- 佐賀大財郵便局

### 公共施設
- 佐賀県土地改良会館 - 佐賀県土地改良事業団体連合会、佐賀県農地・水多面的機能推進協議会などが入居。敷地内には成富兵庫茂安を祀る水神の社があり、命日である9月18日には「水功祭」という神事を毎年行っている。
- 佐賀市役所大財別館 - 佐賀市教育委員会などが入居。
- 大財公園 - 江戸時代は処刑場で（嘉瀬処刑場に移転）その後火葬場となった。昭和50年代に火葬場が移転した後公園として造営され、鎮魂碑も建立されている。

### その他
- 日本バプテスト連盟佐賀新生教会
- 生長の家佐賀県教化部